# Томаш Радзинський
Томаш Радзинський (англ. Tomasz Radzinski, нар. 14 грудня 1973, Познань) — канадський футболіст, що грав на позиції нападника.
Виступав, зокрема, за клуби «Жерміналь-Екерен» та «Фулгем», а також національну збірну Канади.

## Клубна кар'єра

### Ранні роки
Народився 14 грудня 1973 року в місті Познань. Вихованець юнацьких команд футбольних клубів «Куявія Іновроцлав» та «Оснабрюк». В 1990 році приєднався до «Норт-Йорк Рокетс» з Канадської Ліги Соккера й залишався в складі клубу до 1992 року, коли ця ліга була розформована, а в 1993 році виступав у Канадській Національній Лізі Соккера. Влітку 1994 року виступав у іншому клубі цього ж чемпіонату, «Сент Кетерінс Вулвс».

### Жерміналь
У дорослому футболі дебютував, у 20-річному віці, 1994 року виступами за команду клубу «Жерміналь-Екерен», в якій провів чотири сезони, взявши участь у 104 матчах чемпіонату. Більшість часу, проведеного у складі «Жерміналь-Екерена», був основним гравцем атакувальної ланки команди. У складі «Жерміналь-Екерена» був одним з головних бомбардирів команди, маючи середню результативність на рівні 0,38 голу за гру першості. За час свого перебування в бельгійському клубі двічі ставав бронзовим призером національного чемпіонату, ще по одному разу допомагав команді посісти 6-те та 9-те місця. У 1996 році став володарем кубка Бельгії. В одному з сезонів утворив результативний тандем форвардів у «Жерміналі», які на двох відзначилися 34-ма голами: 19 — Радзинський, 15 — Гофманс. У списку бомбардирів чемпіонату посів 2-ге місце, поступився лише хорвату Бранко Струпару.

### Андерлехт
Своєю грою за цю команду привернув увагу представників тренерського штабу клубу «Андерлехт», який у 1998 році викупив його контракт. Свій професіоналізм у новому клубі Томаш довів уже в першому ж сезоні, відзначився 15-ма голами в 22-ох матчах чемпіонату, але «Андерлехт» посів лише 3-тє місце. В 1999 році виграв Кубок бельгійської ліги. Наступного сезону допоміг «Андерлехту» виграти чемпіонат, зігравши 22 матчі, в яких відзначився 13-ма голами. Наступний сезон для Томаша став ще кращим, він допоміг «Андерлехту» виграти Суперкубок та чемпіонат, а сам Радзинський став найкращим бомбардиром чемпіонату (у 31-му матчі відзначився 23-ма голами).

### Англія: Евертон та Фулгем
2001 року «Евертон» викупив контракт Томаша за рекордну для канадського футболу суму, 4,5 мільйони фунтів стерлінгів. При покупці Томаша англійці розглядали його як гравця «основи команди», але не дивлячись на вихід у стартовому складі справи в нього пішли не зовсім добре. За 30 зіграних матчів Томаш відзначився лише 6-ма голами в Прем'єр-лізі. Наступного сезону Радзинський в Прем'єр-лізі відзначився 10-ма голами в 30 матчах, а в останньому сезоні — лише 8-ма голами в 34 поєдинках. Загалом же у футболці «Евертона» зіграв 91 матч, в яких відзначився голом 25 разів.
У 2004 році підписав 3-річний контракт з іншим англійським клубом, «Фулгемом», цей трансфер лондонському клубі обійшовся в 1,75 мільйони фунтів старлінгів. У «Фулгемі» гравець був не настільки результативним, як у своєму попередньому клубі, але потішив уболівальників лондонців декількома важливими голами. По завершенні сезону 2006/07 років новий тренер «Фулгема» Лорі Філіп Санчез вирішив відмовитися від послуг Радзинського. Протягом свого перебування в Лондоні зіграв 117 матчів, у яких відзначився 17-ма голами.

### Греція: Шкода Ксанті
28 серпня 2007 року, після трьох років виступів у «Фулгемі», на правах вільного агента перейшов до грецького клубу «Шкода Ксанті». У Греції зарекомендував себе одним із найкращих бомбардирів місцевого чемпіонату, відзначився 14-ма голами та посів 4-те місце у суперечці бомбардирів грецького чемпіонату.

### Повернення до Бельгії: Лірс
Рік по тому, 30 серпня 2008 році повернувся до Бельгії та підписав контракт з клубом «Лірс» з Другого дивізіону бельгійського чемпіонату, хоча за умовами контракту мав виступати в своєму попередньому клубі до 2010 року. Спочатку «Лірс» цікавився Пітером Утакою, але той перейшов до «Оденсе», тому бельгійці звернули увагу на Радзинського. При цьому Томаш поділився з пресою своїми підозрами, що грецький клуб брав участь у договірних матчах, тому Радзинський почав шукати можливості його залишити. Протягом трьох років свого перебування в «Лірсі» відзначився 39-ма голами в 86 матчах, допомігши команді в 2010 році вийти до Про Ліги. По завершенні сезону 2010/11 років залишив команду на правах вільного агента.

### Васланд-Беверен
29 січня 2012 року представник другого дивізіону бельгійського чемпіонату «Васланд-Беверен» оголосив, що уклав з Радзинським короткострокову угоду до завершення сезону 2011/12 років з можливістю продовження контракту ще на один сезон. Протягом шести місяців у клубі в 9-ти матчах відзначився 7-ма голами. У «Васланд-Беверені» Томаш і завершив кар'єру професіонального футболіста.

## Виступи за збірну
У червні 1995 року дебютував у складі національної збірної Канади в товариському матчі проти Туреччини. Протягом кар'єри у національній команді, яка тривала 15 років, провів у формі головної команди країни 46 матчів, забивши 10 голів. Цей результат вивів Томаша на 9-те місце серед гравців канадської збірної, яке він розділив з Полом Пескісолідо.
В жовтні 1998 року отримав виклик до національної збірної Канади від головного тренера Хольгера Осієка й пообіцяв тому приїхати, але пізніше відмовився від цього виклику й відмовився також пояснювати причину свого рішення. Канадська футбольна асоціація звернулася до ФІФА з проханням заборонити Томашу виступати за «Андерлехт». Кевін Пайп, президент КФА, назвав дії Радзинського «образою його товаришів по команді, тренерів та країни загалом». У жовтні 2001 року Томаш знову заявив, що має бажання виступати за збірну Канади, тому взяв участь у товариському матчі проти європейського суперника, Мальти. Він зіграв за збірну Канади в 19-ти матчах кваліфікації чемпіонату світу протягом трьох кваліфікаційних турнірів (1996, 2006 та 2010).
У складі збірної був учасником розіграшу Золотого кубка КОНКАКАФ 1996 року у США.
Останній матч у футболці національної збірної зіграв 18 листопада 2009 року, це був товариський поєдинок проти Польщі (0:1), по ходу якого був замінений на 84-ій хвилині на Ієна Г'юме.
Завдяки своєму шлюбу має також бельгійський паспорт.

## Статистика виступів

### Статистика клубних виступів
| Сезон                        | Команда                      | Чемпіонат                    | Чемпіонат | Чемпіонат | Усього | Усього |
| Сезон                        | Команда                      | Чемпіонат                    | Ігор      | Голів     | Ігор   | Голів  |
| ---------------------------- | ---------------------------- | ---------------------------- | --------- | --------- | ------ | ------ |
| 1994–95                      | Жерміналь-Екерен             | ДІ                           | 28        | 6         | 28     | 6      |
| 1995–96                      | Жерміналь-Екерен             | ДІ                           | 22        | 9         | 22     | 9      |
| 1996–97                      | Жерміналь-Екерен             | ДІ                           | 23        | 8         | 23     | 8      |
| 1997–98                      | Жерміналь-Екерен             | ДІ                           | 31        | 19        | 31     | 19     |
| Усього за «Жерміналь-Екерен» | Усього за «Жерміналь-Екерен» | Усього за «Жерміналь-Екерен» | 104       | 40        | 104    | 40     |
| 1998–99                      | Андерлехт                    | ДІ                           | 22        | 15        | 22     | 15     |
| 1999–00                      | Андерлехт                    | ДІ                           | 24        | 14        | 24     | 14     |
| 2000–01                      | Андерлехт                    | ДІ                           | 31        | 23        | 31     | 23     |
| Усього за «Андерлехт»        | Усього за «Андерлехт»        | Усього за «Андерлехт»        | 77        | 52        | 77     | 52     |
| 2001–02                      | Евертон                      | ПЛ                           | 27        | 6         | 27     | 6      |
| 2002–03                      | Евертон                      | ПЛ                           | 30        | 11        | 30     | 11     |
| 2003–04                      | Евертон                      | ПЛ                           | 34        | 8         | 34     | 8      |
| Усього за «Евертон»          | Усього за «Евертон»          | Усього за «Евертон»          | 91        | 25        | 91     | 25     |
| 2004–05                      | Фулгем                       | ПЛ                           | 35        | 6         | 35     | 6      |
| 2005–06                      | Фулгем                       | ПЛ                           | 33        | 3         | 33     | 3      |
| 2006–07                      | Фулгем                       | ПЛ                           | 35        | 2         | 35     | 2      |
| Усього за «Фулгем»           | Усього за «Фулгем»           | Усього за «Фулгем»           | 103       | 11        | 103    | 11     |
| 2007–08                      | Шкода Ксанті                 | ГС                           | 25        | 14        | 25     | 14     |
| 2008–09                      | Лірс                         | ТК                           | 32        | 17        | 32     | 17     |
| 2009–10                      | Лірс                         | ТК                           | 24        | 15        | 24     | 15     |
| 2010–11                      | Лірс                         | ПЛ                           | 30        | 7         | 30     | 7      |
| Усього за «Лірс»             | Усього за «Лірс»             | Усього за «Лірс»             | 86        | 39        | 86     | 39     |
| січ.-чер. 2012               | Васланд-Беверен              | ТК                           | 9         | 7         | 9      | 7      |
| Усього за кар'єру            | Усього за кар'єру            | Усього за кар'єру            | 495       | 190       | 495    | 190    |

## Статистика виступів за збірну
| Національна збірна | Сезон   | Матчі | Голи |
| ------------------ | ------- | ----- | ---- |
| Канада             | 1995    | 4     | 0    |
| Канада             | 1996    | 7     | 1    |
| Канада             | 1997    | 2     | 0    |
| Канада             | 1998    | 0     | 0    |
| Канада             | 1999    | 0     | 0    |
| Канада             | 2000    | 0     | 0    |
| Канада             | 2001    | 1     | 0    |
| Канада             | 2002    | 2     | 2    |
| Канада             | 2003    | 3     | 2    |
| Канада             | 2004    | 7     | 2    |
| Канада             | 2005    | 2     | 0    |
| Канада             | 2006    | 4     | 1    |
| Канада             | 2007    | 4     | 1    |
| Канада             | 2008    | 9     | 1    |
| Канада             | 2009    | 1     | 0    |
| Загалом            | Загалом | 46    | 10   |

### Голи за збірну
Голи в колонці результат та рахунок подані спочатку збірної Канади
| #   | Дата              | Місце                                            | Суперник           | Рахунок | Результат | Змагання                    |
| --- | ----------------- | ------------------------------------------------ | ------------------ | ------- | --------- | --------------------------- |
| 1.  | 12 січня 1996     | Лос-Анджелеський Меморіал Колізеум, Лос-Анджелес | Бразилія           | 1–3     | 1–4       | Золотий кубок КОНКАКАФ 1996 |
| 2.  | 15 травня 2002    | Еспенмус, Санкт-Галлен                           | Швейцарія          | 1–0     | 3–1       | Товариський                 |
| 3.  | 15 травня 2002    | Еспенмус, Санкт-Галлен                           | Швейцарія          | 3–0     | 3–1       | Товариський                 |
| 4.  | 11 жовтня 2003    | Ратіна, Тампере                                  | Фінляндія          | 1–3     | 2–3       | Товариський                 |
| 5.  | 15 листопада 2003 | На Стинадлех, Тепліце                            | Чехія              | 1–5     | 1–5       | Товариський                 |
| 6.  | 13 червня 2004    | Річардсон Меморіал Стедіум, Кінгстон             | Беліз              | 2–0     | 4–0       | кв. ЧС 2006                 |
| 7.  | 16 червня 2004    | Річардсон Меморіал Стедіум, Кінгстон             | Беліз              | 1–0     | 4–0       | кв. ЧС 2006                 |
| 8.  | 8 жовтня 2006     | Індепенденс Парк, Кінгстон                       | Ямайка             | 1–0     | 1–2       | Товариський                 |
| 9.  | 25 березня 2007   | Бермудський Національний Стадіон, Гамільтон      | Бермудські Острови | 2–0     | 3–0       | Товариський                 |
| 10. | 15 жовтня 2008    | Коммонвелз Стедіум, Едмонтон                     | Мексика            | 2–1     | 2–2       | кв. ЧС 2010                 |

## Титули і досягнення
- Про Ліга
  -  Чемпіон (2): 1999-2000, 2000-01 («Андерлехт»)

- Кубок бельгійської ліги
  -  Володар (1): 1999-2000 («Андерлехт»)

- Суперкубок Бельгії
  -  Володар (1): 2000 («Андерлехт»)

- Другий дивізіон чемпіонату Бельгії
  -  Чемпіон (2): 2009/10 («Лірс»)

- Кубок Бельгії
  -  Володар (1): 1996-97 («Жерміналь-Екерен»)

### Індивідуальні
- Найкращий бомбардир Про Ліги
  -  Переможець (1): 2000-01